# Anthocharis damone
Anthocharis damone är en fjärilsart som beskrevs av Jean Baptiste Boisduval 1836. Anthocharis damone ingår i släktet Anthocharis och familjen vitfjärilar.
Artens utbredningsområde är Italien. Inga underarter finns listade i Catalogue of Life.

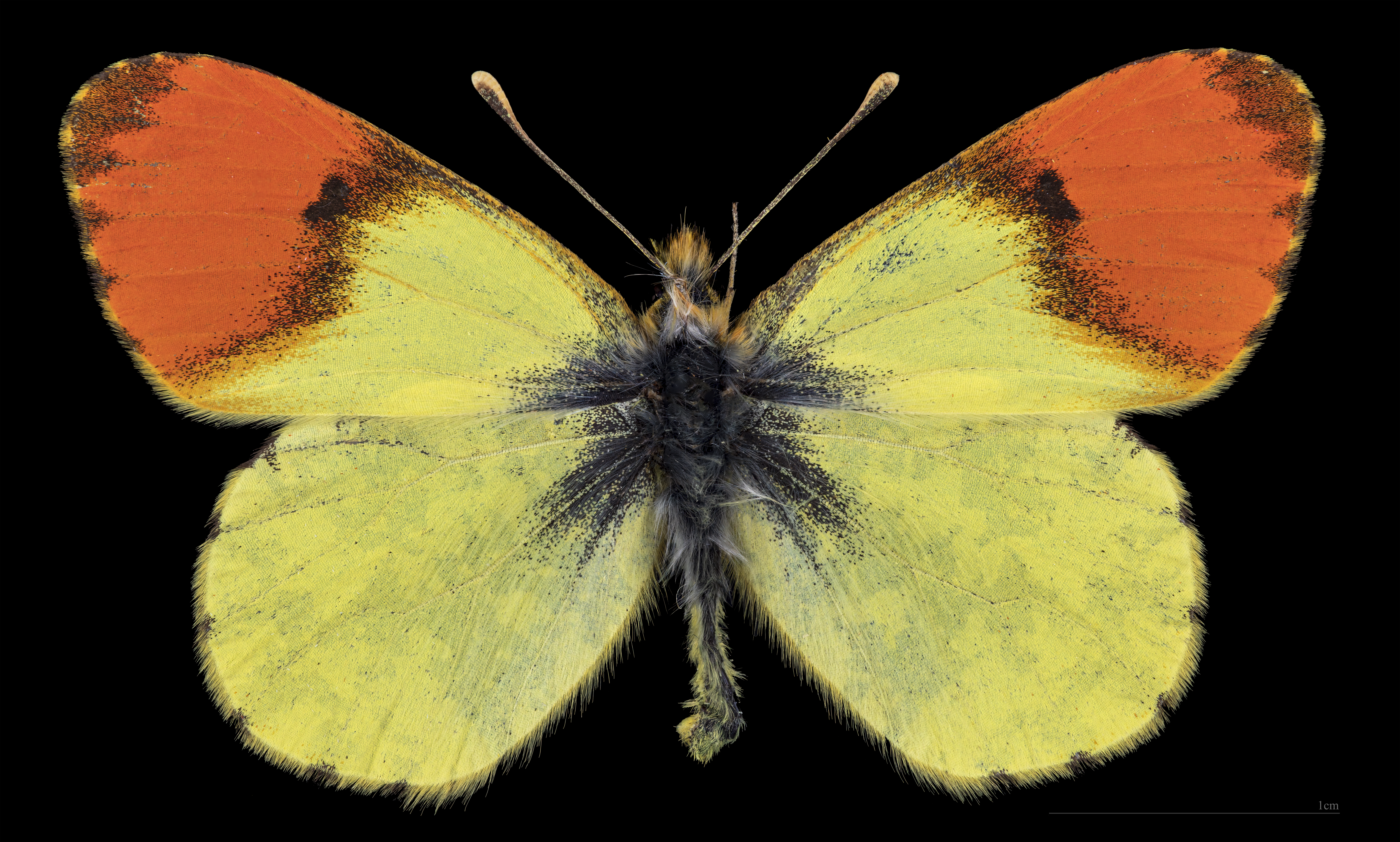
Anthocharis damone ♂
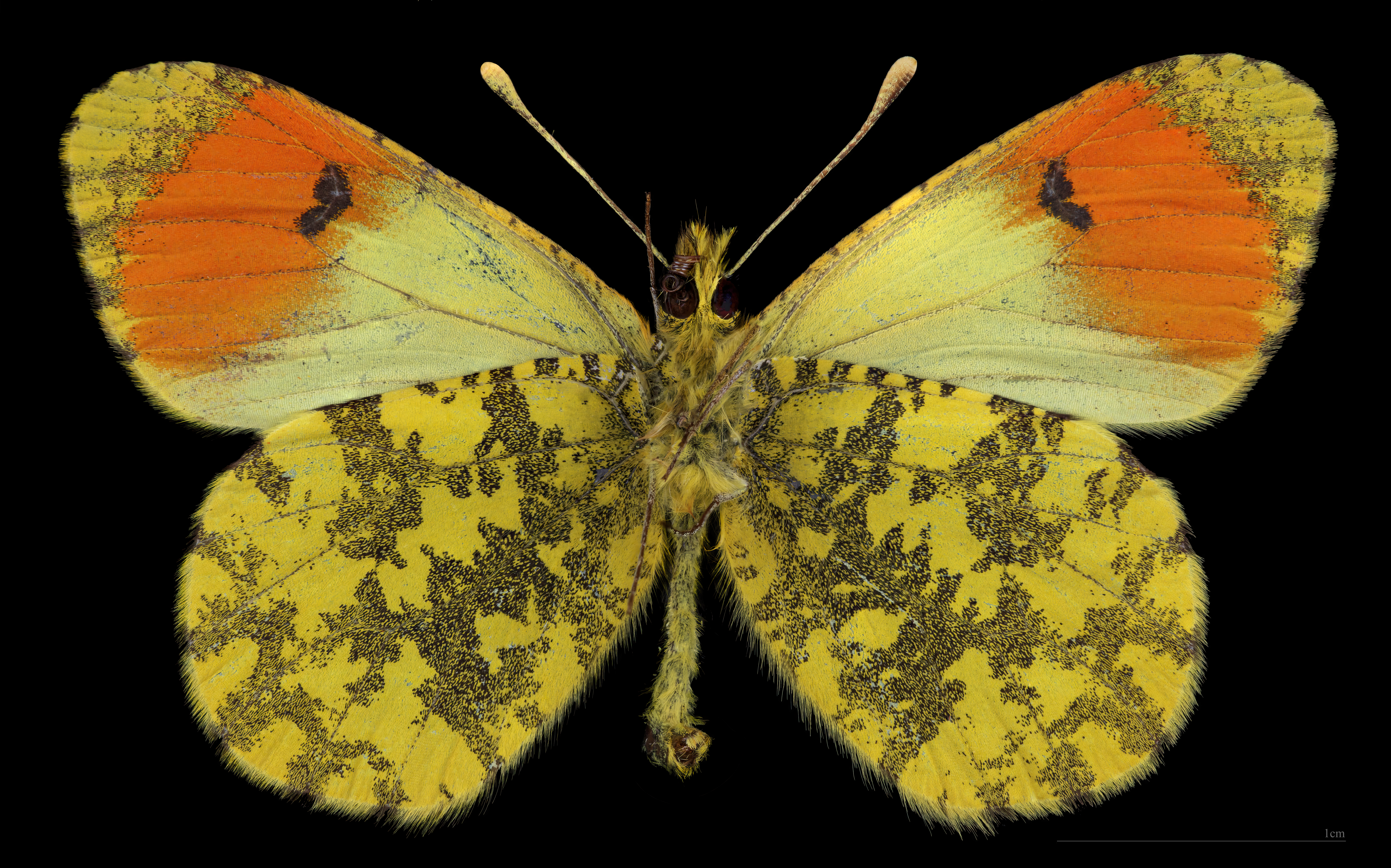
Anthocharis damone ♂   △